# والتر فريدريك أوتو
والتر فريدريك أوتو (بالألمانية: Walter F. Otto)‏ هو عالم لغوي كلاسيكي ألماني، ولد في 22 يونيو 1874 في هشينغن في ألمانيا، وتوفي في 23 سبتمبر 1958 في توبينغن في ألمانيا.